# Cazaci de pe Terek
Armata cazacilor de pe Terek (în limba rusă: Терское казачье войско) a fost o armată a cazacilor creată în 1577 din cazaci liberi care au fost recolonizați din regiunea fluviului Volga pe valea râului Terek. În 1792, ei au fost cooptați în Armata liniei Caucazului, pentru a fi deveni o armată independentă din nou în 1860. Capitala administrativă a fost orașul Vladikavkaz. În 1916, populația Armatei era de 255.000 de oameni, care locuiau pe o suprafață de aproximativ 21.000 km2. 
Numeroși dintre membrii inițiali ai Armatei cazacilor de pe Terek au fost osetini .

## Istoria începuturilor
Primele înregistrări scrise cu privire la coloniile slavilor de pe cursul inferior al râului Terek sunt din anul 1520, anul în care Cnezatul Riazanului a fost anexat de Marele Cnezat al Moscovei, iar un grup de locuitori s-au refugiat în zona cursului râului Terek (în nordul Ceceniei zilelor noastre). Primele așezări au fost localizate la vărsarea râului Aktaș. Acesta a fost cel mai vechi grup, cel al „cazacilor de munte” (гребенские казаки grebenskie kazaki), care au ocupat ambele maluri ale râului, o zonă slab populată în acele timpuri. 
În perioada 1559 – 1571, Țaratul Rusiei a construit o serie de fortificații, care au fost ocupate mai apoi de cazacii independenți. În 1577, după ce cazacii de pe Volga au fost înfrânți de armatele moscovite, aceștia s-au împrăștiat. O parte a lor și-au întemeiat noi așezări în bazinul râului Terek. Voievodul Novosilțev a construit o nouă fortificație în regiune, punând bazele astfel Armatei cazacilor de pe Terek. În 1584, și această fortificație a fost ocupată de cazaci, dintre care unii fuseseră recrutați în armata regelui georgian Simon. 
Pe de altă parte, un ataman al cazacilor de pe Don, Șadra, a condus un grup de trei sotnii de cazaci în teritoriile kumîkilor, unde a fondat orașul Andreev. Unul dintre motivele posibile ar fi fost relațiile tensionate ale acestui grup cu legendarul lider cazac Ermak Timofeevici.  În 1580, prin ucazul țarului, Șadra și un număr de cazaci au primit permisiunea să formeze noi așezări în bazinul Terekului, unde au înființat orașul de frontieră Terski.
La sfârșitul secolului al XVI-lea, cazacii de pe Terek au organizat o serie de raiduri împotriva regiunii Temriuk, pe atunci în Imperiului Otoman, atacuri care l-au făcut pe sultan să se plângă țarului Ivan cel Groaznic. În 1589 a fost fondat primul avanpost de pe râul Sunja, iar pe cursul inferior al Terekului a fost fondată localitatea Terski Gorodok.  

## Secolul al XVII-lea
Pe durata timpurilor tulburi, cazacii de pe Terek au plecat în 1606 spre regiunea Volgii să-și sprijine propriul candidat la tronul Rusiei, Ilia Muromeț. Începând cu 1614, cazacii de pe Terek au sprijinit noua dinastie Romanov, și l-au ajutat pe țar să înăbușe rebeliunea din Astrahan. Cazacii de pe Terek au distrus în 1633 rămășițele Hoardei Nogailor și un deceniu mai târziu au venit în sprijinul cazacilor de pe Don în lupta lor împotriva Hanatului Crimeii (1646). La mijlocul secolului al XVII-lea, cazacii de pe Terek și-au extins controlul în regiunea râului Sunja, unde au construit în 1651 un nou avanpost. Doar doi ani mai târziu, avanpostul a rezistat cu eroism la atacurile kumîkilor și daghestanezilor. Deși rezistența lor a câștigat admirația țarului, cazacii au fost sfătuiți să-și dărâme avanpostul. Cazacii de pe Terek au luptat alături de trupele moscovite pentru înfrângerea în 1671 a răsculaților lui Stenka Razin. 
În 1680, după ce schisma din Biserica Ortodoxă Rusă a atins și stanițele cazacilor de pe Don, un număr de credincioși de rit vechi și-au părăsit satele și s-au așezat pentru început pe râul Kuma, iar mai apoi pe râul Agrahan. După ce cazacii de pe Terek campaniile din Azov ale țarului Petru cel Mare din 1695-1696, ei au trebuit să facă față atacului otomanilor, care au distrus cele mai multe avanposturi ale lor de pe malul drept al Terekului în anul 1707.

## Secolul al XVIII-lea
În 1711, contele Aparaskin a recolonizat toți cazacii de pe Terek pe malul stâng al râului. De-a lungul întregului secol al XVIII-lea, cazacii de pe Terek aveau să locuiască pe acest mal și să exploateze bogatele plantații de viță-de-vie. În 1720, cazacii de pe Terek au fost încorporați în mod definitiv în Imperiul Rus. În timpul războiului ruso-persan din 1722 – 1723, cazacii l-au ajutat din plin pe Petru cel Mare să cucerească estul Daghestanului și să cucerească Derbentul. În timpul acestui război, aproximativ 1.000 de cazaci de pe Don, relocați pe Agrahan și Sulak au format Armata cazacilor de pe Agrahan (Аграханское Казачье Войско), care a fost în cele din urmă unită cu cea a cazacilor de pe Terek. În 1735, după negocierea tratatului de pace cu Persia, linia de fortificații de pe Sulak a fost abandonată, iar cazacii de pe Agrahan au fost mutați pe cursul inferior al râului Terek, cu această ocazie fiind fondat fortul Kizliar. 
În 1735 au fost formate trei armate: Grebenskoe (Гребенское „Vâslașii”) din descendenții primilor cazaci, Tersko-Semeinoe (Терско-Семейное „Familia Terek) din cazacii recolonizați de Agrahan și Tersko-Kizlyarskoie (Терско-Кизлярское Terek-Kizliar)  din cazaci Agrahan plus cazaci armeni și georgieni. 
În 1736, și mai târziu în 1765, malul stâng al Terekului, deși încă în stăpânirea nominală a cazacilor, a fost oferit cecenilor, care doreau să treacă sub suzeranitatea rusă și să se mute aici. Pe la jumătate secolului al XVIII-lea, relațiile cazacilor cu popoarele din zona muntoasă caucaziană au început să se acutizeze. În 1765, a fost fondat avanpostul de la Mozdok, care a devenit în scurtă vreme ținta atacurilor kabardinilor, care au atacat de asemenea și așezările de pe Terek și Kizliar. Emelian Pugaciov a sosit în regiunea Terekului în 1771. Pentru a-și demonstra loialitatea, atamanul  Tatarințev l-a aresta pe Pugaciov. Dar Pugaciov a reușit să scape, iar rebeliunea din 1772 – 1774 sa nu a primit sprijinul cazacilor de pe Terek.

## Războiul Caucazului (Anii 1770 – 1860)
Războiul ruso-turc din 1768 – 1774 și pacea de la Küçük Kaynarca le-au oferit rușilor pretextul pentru începerea expansiunii în Caucaz. Ei au declanșat astfel o serie de războaie care s-au întins pe aproape o sută de ani – Războiul Caucazului.
În 1769 – 1770, aproape jumătate dintre cazacii de pe Volga au fost recolonizați în regiunea Mozdok. În 1776 a sosit un nou val de coloniști, printre care un nou val de cazaci de pe Volga plus cazaci din Kuban, mai precis, din răsăritul regiunii Donului. (Cazacii rămași în regiunea cursului inferior al Volgii au format Armata cazacilor din Astrahan). S-a format astfel linia defensivă Azov-Mozdok. Au fost înființate noi avanposturi ale expansiunii ruse în Caucazul central, printre care  Gheorghievsk în 1777 și Vladikavkaz în 1784.
În aceste faze ale colonizării ruse au avut loc mai multe bătălii importante. În iunie 1774, Devlet-Ghirei a trimis o armată numeroasă kabardină împotriva cazacilor de pe Terek, care au reușit însă să-și apere stanițele. Kizlair a fost apărat cu succes împotriva atacurilor kabardinilor în 1785. În perioada 1788 – 1791, cazacii de pe Terek au luat parte la trei campanii militare, în timpul cărora au avansat până în vestul Caucazului, la Anapa. Probleme discontinuității liniei de apărare căzăcești din sectorul vestic a fost rezolvată în  1792, când cazacii Mării Negre au fost recolonizați aici. 
Următoarele trei decenii au fost destul de dificile pentru eforturile rușilor de cucerire a Caucazului. După ocuparea Georgiei în 1801, cazacii de pe Terek au participat în număr mic la luptele din zona Erevanului, dar grosul efectivelor lor au rămas în stanițe, fiind plasați într-o continuă stare de alarmă, pentru apărarea liniilor defensive. Această stare de fapt s-a schimbat în 1816, când generalul Alexei Ermolov a preluat comanda armatei din Caucaz. El a trecut armata rusă din defensivă în ofensivă și a început construirea unei linii fortificate pe aliniamentul râul Sunja – Vladikavkaz, înființând puncte puternic fortificate precum Groznîi și Vnezapnaia. Ermolov a reformat întreaga structură a cazacilor, iar în 1819 i-a înlocuit pe atamanii aleși cu o serie de comandanți numiți de el personal. 
Cazacii de pe linia Transcaucaziei a luat parte la Războiul ruso-turc din 1828 – 1829, unde au participat la Asediul Karsului și la alte bătălii de primă importanță. După rechemarea lui Ermolov din Caucaz, a avut loc o nouă reformă militară, iar regimentele temporare din Caucazul central au fost unite în 1832 cu cele trei Armate de pe Terek  pentru a forma Armata cazacilor de pe linia Caucazului (Кавказское линейное казачье войско). În anii următori au mai urmat și alte reforme. În 1836, regimentele Terek-Kizliar și ale Familiei Terek au fost unite și făcute responsabile pentru apărarea deltei Terekului, iar în 1837, regimentul Malorossian (format în 1831 pentru înăbușirea Insurecției din Noiembrie din Polonia) a fost transferat pe cursul superior al Terekului, la nord de Vladikavkaz. În 1842, acest din urmă regiment a fost incorporat în Armata cazacilor de pe linia Caucazului. A urmat formarea regimentului Sunja. 
În deceniul al patrulea al secolului al XVIII-lea, controlul rușilor asupra Caucazului se îmbunătățise, cazacii preluând ferm inițiativa strategică. Cele mai multe bătălii la care au participat cazacii au avut loc în Cecenia și Daghestan, la mare depărtare de stanițele lor. În timpul deceniului al cincilea al secolului al XVIII-lea au fost organizate mai multe expediții militare în teritoriile muntoase încununate cu succes. Cazacii de pe linia Caucazului au participat la Războiul Crimeii (1853-1856) și la ultimele faze ale luptelor împotriva lui Imam Șamil în 1859.

## Armata cazacilor de pe Terek 1860 – anii 1920
Sfârșitul luptelor din Caucaz a marcat sfârșitul Armatei cazacilor liniei Caucazului. În 1860, această armată a fost divizată. Două regimente din vest au fost incorporate în Armata Mării Negre, pentru a forma Armata cazacilor din Kuban, iar regimentele rămase au fost incorporate în Armata cazacilor de pe Terek. În deceniul care a urmat a avut loc o amplă reformă de trecere a controlului de la autoritățile militare spre cele civile. În 1865 a fost formată o forță permanentă de poliție, iar, trei ani mai târziu, a fost  oblastia (regiunea) Terek, compus din opt districte montane (populate de populația indigenă) și șapte districte căzăcești. Au urmat și reforme militare. Mai multe regimente au fost unite, iar în 1871 a fost publicată un statut al cazacilor de pe Terek. 
Din deceniul al optulea al secolului al XVIII-lea, în Caucazul răsăritean s-a instaurat pacea. Cazacii de pe Terek au luat parte la mai multe războaie ale Imperiului Rus, printre care campaniile împotriva Hanatului Hiva din 1873. În timpul războiului ruso-tuc din 1877 – 1877, cazacii de pe Terek au trimis pe frontul din Balkani șase regimente de cavalerie, un escadron de gardă și un regiment de artilerie tractată de cai, iar în Cecenia și Daghestanul răsculate mai multe regimente de cavalerie și de artilerie. 
În ultimele două decenii ale secolului al XVIII-lea, construirea căilor ferate și descoperirea țițeiului în regiune au transformat oblastul Terek în unul dintre cele mai bogate din Caucaz și a dus la o explozie demografică, atât în rândul indigenilor cât și în rândurile cazacilor. Descoperirea țițeiului a dus însă la conflicte în legătură cu dreptul de proprietate asupra terenurilor. Cazacii stăpâneau terenuri întinse, iar indigenii aveau în proprietate doar terenuri în regiunile muntoase. În această perioadă, cazacii de pe Terek au participat la luptele din Asia Centrală din 1879 și 1855. 

## Cazacii de pe Terek în perioada sovietică
Izbucnirea Revoluției din Februarie și mai târziu a Revoluției din Octombrie i-a găsit pe cei mai mulți dintre cazaci pe fronturile din Kurdistan. Populațiile indigene din Caucaz s-au folosit din plin de starea de criză apărută odată cu revoluțiile. Cecenii și ingușii au atacat și pustiit mai multe stanițe. După momentul de început al Revoluției din Octombrie, în care bolșevicii au pus stăpânire pe Groznîi și Valdikavkaz, armata lui Denikin a alungat Gărzile Roșii spre Astrahan.
Deși cazacii nu au format o mare parte a armatei lui Denikin, cazacii de pe Terek au fost implicați în principal împotriva inamicilor lor tradiționali din Caucaz. O parte a cazacilor de pe Terek a fost deportați în Ucraina și în regiunile nordice ale Rusiei europene. În nordul Caucazului a fost formată RASS Montană. Prin această împărțire teritorială, zona controlată până atunci de cazaci a fost divizat în okrugul Cecenia și regiunea autonomă căzăcească Sunja, care cuprindea și teritoriul din jurul orașului Groznîi. 
În deceniul al patrulea al secolului al XX-lea au fost făcute unele reforme administrative. Regiunea Sunja a fost incorporată în RASS Ceceno-Ingușă și Vladikavkazul a devenit centrul administrativ al RASS Osetia de Nord. RASS Daghestan a administrat între 1923 și 1937 cursul inferior al Terekului (Kizliar și Delta Terekului]], iar până la declanșarea celui de-al Doilea Război Mondial, doar malul stâng al Terekului nu se afla sub controlul unor regiuni sau republici autonome ale indigenilor. 

Insurecția cecenilor a făcut ca autoritățile sovietice să decidă în 1942 deportarea întregii populații cecene și ingușe în Kazahstan în cadrul Operațiunii „Lintea”  (Операция «Чечевица»). După acest moment, urmașii cazacilor de pe Terek au redevenit populația majoritară în noul înființat oblast Groznîi din cadrul RSFS Ruse. După reabilitarea cecenilor din 1957, regiunea Groznîi a fost împărțită între republicile Daghestan și Ceceno-Ingușă. De această dată, chiar și regiunile de la nord de Terek, care fuseseră până atunci parte a ținutului Stavropol, au trecut sub  controlul republicilor autonome ale populațiilor locale. Ca urmare a noii situații, o bună parte a populației ruse din nordul Caucazului a migrat în alte regiuni ale URSS-ului, în special în statele baltice. 

## Perioada de după 1990
În timpul regimului lui Djohar Dudaev, numeroși etnici ne-ceceni s-au văzut amenințați de elemente naționaliste cecene, în condițiile în care guvernul local nu a demonstrat nicio intenție să le asigure protecție. Numeroase persoane cu pregătire superioară din cadrul structurilor oficiale și-au pierdut pozițiile din guvern, economie sau instituțiile științifice în favoarea cecenilor. Raioanele Nadteretceni, Naurski și Șelkovskoi din Cecenia au pierdut populația de origine cazacă. În timpul războaielor din Cecenia, numeroși cazaci de pe Terek au luptat de partea forțelor guvernamentale ruse împotriva rebelilor ceceni. 
În zilele noastre, o bună parte a teritoriilor tradiționale ale cazacilor au fost pierdute datorită exodului populației și a războaielor din Cecenia. Totuși, în regiunile din nordul Daghestanului, în Osetia de Nord și în regiunile învecinate din Ținutul Stavropol există în continuare o minoritate a cazacilor destul de importantă din punct de vedere numeric.